# Порт семи морів
«Порт семи морів» (англ. Port of Seven Seas) — американська драма режисера Джеймса Вейла 1938 року за п'єсою французького драматурга Марселя Паньоля «Фанні» (1931).

## Сюжет
У французькому порту Марселя, прекрасна молода жінка на ім'я Маделон закохана у молодого моряка, Маріуса. Маделон в свою чергу кохає Оноре Панісс. Коли Маріус дізнається, що він повинен вийти в море на три роки, він залишає, не попрощавшись, Маделон. Вона біжить у порт, але побачивши, що його корабель вже відплив, непритомніє. Батько Маріуса Сезар, який вже думає про Маделон як про члена сім'ї, несе її до себе додому.
Пізніше, Маделон дізнається, що вона вагітна, і щоб позбавити її дитину ганьби, народженої поза шлюбом, Панісс пропонує Маделон зробити аборт. Вона погоджується і пробує самостійно вбити свій плід. Їй це не вдалося, і її доставляють до лікарні з кровотечею.
Через рік Маріус несподівано повертається з моря, щоб купити обладнання для свого корабля. Відвідуючи Маделон тієї ночі, він бачить дитину і розуміє, що є її батьком. Він пропонує їй плисти з ним, але вона відмовляється. Незважаючи на свою любов до Маріуса, вона знає, що Панісс, який обожнює дитину, буде кращим батьком, ніж Маріус, який буде далеко в морі протягом багатьох років. 

## У ролях
- Воллес Бірі — Сезар
- Френк Морган — Оноре Панісс
- Морін О'Салліван — Маделон
- Джон Біл — Маріус
- Джессі Ральф — Гонорін
- Кора Візерспун — Клодін
- Етьєн Жирардо — Бруно
- Е. Елін Воррен — капітан